# Roberto Baggio
Roberto Baggio (ur. 18 lutego 1967 w Caldogno) – włoski piłkarz grający na pozycji napastnika. Wicemistrz świata 1994 i brązowy medalista mistrzostw świata 1990. Uważany za jednego z najlepszych zawodników w historii piłki nożnej. Znany ze swoich precyzyjnych rzutów wolnych, licznych dryblingów, dynamicznej gry i świetnej kontrolującej piłki. W 1993 został uznany za piłkarza roku FIFA i zdobył Złotą Piłkę dla najlepszego gracza Europy.

## Kariera klubowa

### Vicenza oraz Fiorentina
Karierę rozpoczynał w Vicenzy w 1981 roku. W sezonie 1984/1985 jego zespół awansował do Serie B, a Baggio strzelił 12 bramek w 29 spotkaniach. Następnie przeniósł się do Fiorentiny. 21 września 1986 roku zadebiutował w Serie A w meczu z Sampdorią. Pierwszą bramkę w Serie A uzyskał w meczu przeciwko Napoli 10 maja 1987. W sezonie 1987/1988 Baggio strzelił 9 bramek. W listopadzie 1988 roku otrzymał powołanie na mecz reprezentacji przeciwko Holandii. W kolejnym sezonie Baggio doszedł do finału Pucharu UEFA gdzie jego zespół przegrał z Juventusem.

### Juventus
W roku 1990 Baggio podpisał kontrakt z drużyną Juventusu. W sezonie 1990/1991 strzelił 14 bramek w 33 występach, a w kolejnym sezonie zdobył 18 bramek. W sezonie 1992/1993 Baggio z drużyną Juventusu wygrał Puchar UEFA strzelając w 9 meczach 6 bramek. W lidze zdobył 21 goli w 27 meczach. Swoją setną bramkę w Serie A uzyskał w sezonie 1993/94 przeciwko Genui.
W 1995 roku zdobył swoje pierwsze scudetto z Juventusem. Jednak z powodu kontuzji nie był w tym sezonie wiodącą postacią swego zespołu. Po pojawieniu się w klubie Alessandra del Piero Baggio przeszedł do A.C. Milan (otrzymał również ofertę od Interu Mediolan), z którym również zdobył Mistrzostwo Włoch.

### Bolonia oraz Inter Mediolan
W 1997 przeniósł się do Bolonii. W barwach tego klubu strzelił w lidze 22 gole.
W 1998 roku przeniósł się do Interu, gdzie grał dwa lata. W meczu w Lidze Mistrzów pomiędzy Interem a Realem Madryt Baggio wszedł z ławki rezerwowych i strzelił dwie bramki. Inter odpadł w ćwierćfinale LM, a sezon ligowy zakończył na 8. miejscu. W swoim ostatnim meczu dla Nerazzurich przeciwko Parmie zdobył dwa gole. Całe spotkanie zakończyło się wynikiem 1:3, tym samym rezultat dał możliwość gry w eliminacjach Ligi Mistrzów klubowi z Mediolanu.

### Brescia
W 2000 roku został zawodnikiem Brescii, gdzie grał do końca kariery w 2004 roku. Po pierwszym sezonie zespół Baggio zajął 7. miejsce w Serie A, zyskując tym samym możliwość gry w Pucharze Intertoto, gdzie Brescia w finale przegrała z Paris Saint Germain. W drugim sezonie Baggio odniósł ciężką kontuzję w starciu z zawodnikiem Vicenzy – Antoniem Marasco, w wyniku czego pauzował przez 76 dni. Po wyleczeniu kontuzji wystąpił w meczu z Fiorentiną i strzelił dwa gole. Swój pożegnalny mecz w barwach Bresci zagrał przeciwko Milanowi, w ostatniej kolejce sezonu 2003/2004. Milan świętował wtedy swoje 17. scudetto.

## Kariera reprezentacyjna
Baggio wystąpił w kadrze Włoch na mundialu 3 razy: w roku 1990, 1994 oraz 1998.
W 1990 roku na mundialu nie wystąpił w pierwszych dwóch spotkaniach – zagrał w trzecim meczu kadry (z Czechosłowacją.) Włosi odpadli w półfinale z reprezentacją Argentyny i ostatecznie zajęli 3. miejsce.
W roku 1994 na mistrzostwach świata w USA był jednym z lepszych piłkarzy włoskiej reprezentacji – Zdobył w turnieju 5 bramek (jedną z Hiszpanią i po dwie z Nigerią i Bułgarią). Włosi dotarli do finału, gdzie przegrali z Brazylią. Zarówno w regulaminowym czasie gry, jak i dogrywce nie padła żadna bramka. W serii rzutów karnych, po pudle Franco Baresiego oraz Daniele Massaro, przy prowadzeniu Brazylii Baggio przestrzelił decydującą jedenastkę.
Na mundialu we Francji w 1998 roku strzelił dwa gole (w meczu z Chile oraz z Austrią.) W ćwierćfinale reprezentacja Włoch zagrała z późniejszymi mistrzami świata Francuzami. Po regulaminowym czasie gry był remis. W trakcie dogrywki Baggio nie wykorzystał stuprocentowej sytuacji, oddając strzał z woleja obok słupka. Włosi odpadli po serii rzutów karnych.
Ostatni mecz przed pięcioletnią przerwą w grze w reprezentacji rozegrał 10 lutego 1999 z Norwegią, gdzie Włosi w tym meczu bezbramkowo zremisowali. Z powodu mieszanych występów w ekipie "Nerazzurrich" nie został powołany przez Dino Zoffa na Euro 2000. Nie został też powołany przez innego trenera
włoskiej reprezentacji Giovanniego Trapattoniego na mistrzostwa świata 2002 pomimo dobrych występów w Brescii.
Ostatni pożegnalny występ w reprezentacji zaliczył 28 kwietnia 2004 w meczu z Hiszpanią.

## Osiągnięcia i odznaczenia
Był trzykrotnym wicekrólem strzelców włoskiej Serie A. W lutym 2005, już po zakończeniu profesjonalnej kariery piłkarskiej zagrał w meczu charytatywnym na rzecz ofiar tsunami w Azji na Camp Nou.
W marcu 2004 znalazł się na liście „FIFA 100” Pelégo.
W 1991 otrzymał Order Zasługi Republiki Włoskiej V klasy.